# Triglops dorothy
Triglops dorothy är en fiskart som beskrevs av Pietsch och Orr 2006. Triglops dorothy ingår i släktet Triglops och familjen simpor. Inga underarter finns listade i Catalogue of Life.